# Комитет по космическим исследованиям
Комитет по космическим исследованиям (также КОСПАР от англ. COSPAR — Committee on Space Research) — комитет при Международном совете по науке. Был образован в 1958 году для того, чтобы помочь учёным разных стран обмениваться информацией, полученной с помощью космических спутников и автоматических межпланетных станций (АМС). Штаб-квартира находится в Париже.

## Генеральная Ассамблея
Каждый чётный год (до 1980 года ежегодно) КОСПАР проводит Генеральную Ассамблею. Конференция собирает тысячи участников из десятков стран, учёных, работающих в области космических исследований. Ниже приведён список последних ассамблей:
| Генеральная Ассамблея | Год  | Место                     |
| --------------------- | ---- | ------------------------- |
| 13                    | 1970 | Ленинград, СССР           |
| 28                    | 1990 | Гаага, Нидерланды         |
| 29                    | 1992 | Вашингтон, США            |
| 30                    | 1994 | Гамбург, Германия         |
| 31                    | 1996 | Бирмингем, Великобритания |
| 32                    | 1998 | Нагоя, Япония             |
| 33                    | 2000 | Варшава, Польша           |
| 34                    | 2002 | Хьюстон, США              |
| 35                    | 2004 | Париж, Франция            |
| 36                    | 2006 | Пекин, Китай              |
| 37                    | 2008 | Монреаль, Канада          |
| 38                    | 2010 | Бремен, Германия          |
| 39                    | 2012 | Майсур, Индия             |
| 40                    | 2014 | Москва, Россия            |
| 41                    | 2016 | Стамбул, Турция           |
| 42                    | 2018 | Пасадина, США             |

40-я Юбилейная Ассамблея COSPAR прошла в Москве в августе 2014 года на базе Московского государственного университета.
41-я сессия пройдет в августе 2016 года в Стамбуле. Комитетом также было выбрано место проведения 42 сессии — им станет Пасадина, США.

## Медаль Уильяма Нордберга
Медаль Уильяма Нордберга (William Nordberg Medal) — присуждается COSPAR раз в два года выдающимся учёным за вклад в применение космической науки. Награждённые:
- 1992 — Джон Хафтон
- 2006 — John P. Burrows[англ.]
- 2016 — Gordon G. Shepherd[англ.]